# Han Hoogerbrugge
Han Hoogerbrugge est un artiste numérique vivant à Rotterdam (Pays-Bas), créateur des très populaires séries Modern Living / Neurotica et du conte en ligne Hotel, plus récent, créée pour Submarine Channel.

## Biographie
Han Hoogerbrugge étudie la peinture à l'académie des arts de Rotterdam de 1983 à 1988. Après avoir obtenu son diplôme, il réalise divers peintures, dessins, installations et sculptures, jusqu'à découvrir Internet en 1996, année où il fait son autoportrait pour la première fois, sous la forme d'une bande dessinée.
Il décide alors de lancer son propre site, et crée Modern Living, où il exposera ses créations. Il découvre vite qu'Internet n'était pas le meilleur médium pour publier des images statiques, et choisit de se tourner vers l'animation : en novembre 1998, la série Neurotica voit le jour. Il s'agit de nombreuses petites animations dans lesquelles Hoogerbrugge tient le rôle principal et se met en scène dans un univers très irréel empruntant sa logique au rêve, par lesquelles il nous fait part de ses questionnements, conflits, peurs et désirs intérieurs. Les dix huit premières animations seront au format gif : il s'agit de simples images tournant en boucles, très limitées. À l'époque, il n'est pas encore possible de rendre ses images animées interactives, et il faut nécessairement passer par le format gif pour créer des animations. La même année, Hoogerbrugge découvre le logiciel Flash, qui lui permet d'introduire un dialogue interactif avec le visiteur et du son dans ses réalisations. Il l'adopte aussitôt, et change radicalement ses méthodes de travail.
En 2001, il poste le dernier exemplaire de la série Neurotica, le numéro 100.
Depuis 2002, Hoogerbrugge se consacre à Nails, son site personnel, qui est une série de courtes animations fonctionnant sur le même principe que Neurotica et Modern Life. Cependant, contrairement à Neurotica, Nails met en scène l'artiste dans une interface non plus rigide et limitée, mais très large horizontalement, ce qui lui permet de faire évoluer plus librement son personnage -- lui-même.
Il crée en 2004 le premier épisode du conte interactif Hotel, qui comprendra en tout dix épisodes. Hotel se rapproche beaucoup plus de la bande dessinée que Neurotica, Modern Life ou Nails, par son aspect narratif plus poussé, le découpage des scènes en séquences et l'intrusion du texte dans les images (jusque-là ses œuvres n'en contenaient pas ou très peu).

## Techniques de travail
Hoogerbrugge d'abord se filme effectuant les gestes dont il pense avoir besoin pour son animation, puis récupère tous les roughs sur son ordinateur. Il récupère les extraits les plus intéressants, les imprime, image par image, pour dessiner à la main par-dessus. Il scanne ensuite le tout et les importe sous Flash, convertissant les images en tracés vectoriels grâce l'option « Tracer le bitmap ». Son style commence alors réellement à se développer, reconnaissable à son aspect très propres, ses traits lisses et à ses lignes claires.

## Travaux commerciaux
Depuis 1998, Hoogerbrugge réalise aussi de nombreux travaux de commandes en tant que freelance, dont les plus connus sont :
- Lifesavers, (sa toute première commande) réalisée en août 1998 pour la compagnie de télévision hollandaise VPRO,
- le clip interactif Flow en 2001 pour le site de la chaîne NPS (Nederlandse Programma Stichting), d'après la musique de Gil Kay & Wiggle (collectif composé de cinq musiciens japonais),
- Clowns Basics pour Bitmagic, site de divertissement en ligne (qui n'existe plus),
- Spin (2002), pour le site de la console Playstation 2,
- etc.

## Prix
Pour Flow :
- Grand Prix Vivendi Universal, Festival du Film et de l'Internet, 2002
- Meilleure réalisation dans la catégorie "animation", Festival du Film et de l'Internet, 2002
- Prix Ars Electronica,  «Honorary Mention» dans les catégories Net Vision et Net Excellence.

Pour Clown Basics :
- Meilleur prix dans la catégorie "Animation Internet" au festival du film de Ottawa en 2000

En 2008, il reçoit le prix Hendrik Chabot.
(et autres…)

## Expositions
- La Grande Fête des Voyeurs, TENT, Rotterdam 2012
- La Grande Fête, Sala Parpalló, Valencia, 2010
- LE CABINET, Paris, 2008-2009
- Profool, Base Alpha Galerie, Anvers 2008
- Espace A VENDRE, Nice, 2007
- Ars Electronica Centre, Linz, 2003
- Design Museum, Londres, 2003
- American Museum of the Moving Image, New York, 2004
- Centraal Museum, Utrecht, 2004
- Museo Tamayo, Mexico, (2004).